# Sorrows (musikalbum av Veonity)
Sorrows är det svenska power metal-bandet Veonitys fjärde studioalbum och det första på det italienska skivbolaget Scarlet Records. Det släpptes i augusti 2020 och föregicks av singlarna "Graced or Damned", "Back in to the Dark" och "Blinded Eyes Will See".
Jonas Heidgert från Dragonland gästsjunger på "Where Our Memories Used to Grow". Tre musikvideor spelades in: "Graced or Damned", "Where Our Memories Used to Grow" och "Acceptance".

## Låtlista
1. "Broken" (instrumental) – 1:15
2. "Graced or Damned" – 5:48
3. "Back in to the Dark" – 5:06
4. "Blinded Eyes Will See" – 5:01
5. "Where Our Memories Used to Grow" – 4:43
6. "Acceptance" – 4:21
7. "Free Again" – 4:45
8. "Center of the Storm" – 4:47
9. "War" – 5:01
10. "Fear of Being Alive" – 6:03

## Medverkande
Musiker
- Kristoffer Lidre – basgitarr
- Joel Kollberg – trummor
- Samuel Lundström – gitarr
- Anders Sköld – sång, gitarr

Bidragande musiker
- Jonas Heidgert – sång
- Sigurd Fylling Kårstad – gitarr

Produktion
- Ronny Milianowicz – producent, studiotekniker, mixning
- Tony Lindgren – mastering
- Thomas Holmstrand – omslagskonst